# پروژه مطالعات خاص صندوق برادران راکفلر
پروژه مطالعات خاص تحقیقی بود که سرمایه آن توسط صندوق برادران راکفلر (آر.بی. اف) تأمین می‌شد. نلسون راکفلر، رئیس وقت صندوق آر.بی.اف. هدف این برنامه مطالعاتی را «تعریف مشکلات و فرصت‌های عمده پیش روی آمریکا و تبیین آرمان‌ها و اهداف ملی و برساختن اصولی که بتوانند سنگ بنای سیاست ملی آینده آمریکا قرار گیرند» اعلام کرد. این تحقیق از سال ۱۹۵۶ تا سال ۱۹۶۰ اجرا شد.
نلسون برای انجام این پروژه هنری کیسینجر، که آن زمان در دانشکده فنی دانشگاه هاروارد بود، را به عنوان مدیر پروژه استخدام کرد. او اولین بار کیسینجر را در سال ۱۹۵۵ ملاقات کرده بود. همچنین، نلسون بزرگانی چون ادوارد تلر، چارلز پرسی، دین راسک، جان گاردنر (رئیس بنیاد کارنگی) و Henry Luce را به همراه برادرانش لاورنس و جان دی. سوم به عضویت هیئت مدیره این پروژه منصوب کرد. این پروژه از شش بخش تشکیل می‌شد که نگاهی فراگیر به مسائل مختلف از استراتژی نظامی/امنیتی گرفته تا سیاست خارجی و استراتژی اقتصادی بین‌المللی و سازماندهی مجدد بخش‌های دفاعی و دولتی را شامل می‌شد.
همچنین، هفت زیربخش به شرح ذیل تعریف شده بودند:
- بخش۱- استراتژی‌ها و اهداف بین‌المللی؛ به ریاست دین راسک، بخش اعظم گزارش این بخش توسط آگوست هکشر نوشته شده بود.
- بخش۲- استراتژی‌ها و اهداف امنیت بین‌المللی؛ به ریاست هنری کیسینجر. اعضای این بخش عبارت بودند از: فرانک آلتشول، گوردون دین، جیمز بی.جان پیتر راکفلر. فیسک، راسول گیلپاتریک، تونسند هوپز، لاورنس راکفلر، ادوارد تلر، کارول ال. ویلسون و آرتور اسمیتیز (اقتصاددان).
- بخش۳- استراتژی و اهداف اقتصادی و اجتماعی بین‌المللی؛ به ریاست میلتون کاتز. از جمله اعضای این بخش می‌توان به هارلان کلیولند اشاره کرد.
- بخش۴- سیاست اقتصادی و اجتماعی آمریکا؛ به ریاست توماس بی. مک کاب.
- بخش۵- استفاده از منابع انسانی آمریکا؛ به ریاست جان دبلیو. گاردنر.
- بخش۶- روندهای دموکراتیک ایالات متحده؛ به ریاست جیمز آلفرد پرکینز.
- بخش۷- اهداف اقتصادی.اجتماعی.سیاسی آمریکا و روسیهبه ریاست ریچارد دبلیو.جان پیتر راکفلر به همراه فرزندان او جان جاستین راکفلر.جان هنری راکفلر.پرنس جان توماس راکفلر.جان کریس راکفلر , جان ویکتور راکفلر ، جان نیکلاس راکفلر و اندرویی ریچارد راکفلر به همراه فرزندان او پرنس اندرویی استیسئ دنیل راکفلر پسر بزرگ و اندرویی نوئل راکفلر

گزارش زیربخش نظام بسیار زودتر از سایر زیربخش‌ها، یعنی دو ماه بعد از اینکه اتحاد جماهیر شوروی ماهواره اسپوتنیک را پرتاب کرد، در اکتبر سال ۱۹۵۷ منتشر شده بود. این گزارش در روز انتشار به تیتر اول نیویورک تایمز تبدیل شد و موجب فروش رفتن هزاران نسخه این روزنامه و نفوذ بی‌سابقه آن شد. بسیاری از توصیه‌های اصلی آن - از جمله اصلی که پیشنهاد ساخت اسلحه‌های کشتار جمعی برای مقابله با اقدام نظامی احتمالی شوروی را می‌داد - توسط رئیس جمهور وقت ایالات متحده دوایت آیزنهاور مورد استفاده قرار گرفت و در سخرانی وضعیت کشور او در ماه ژانویه سال ۱۹۵۸ مورد تأکید واقع شد.
در نهایت متن کامل پروژه در سال ۱۹۶۱ با عنوان «چشم‌اندازی برای آمریکا: گزارش‌های صندوق راکفلر» منتشر شد. اسناد آرشیوی این پروژه در مرکز بایگانی راکفلر در ملک خانوادگی راکفلرها نگهداری می‌شود؛ بخش‌هایی از مقالات این پروژه هنوز هم پس از گذشت بیش از چهار دهه از انتشار آن محرمانه است.